# 하라주쿠

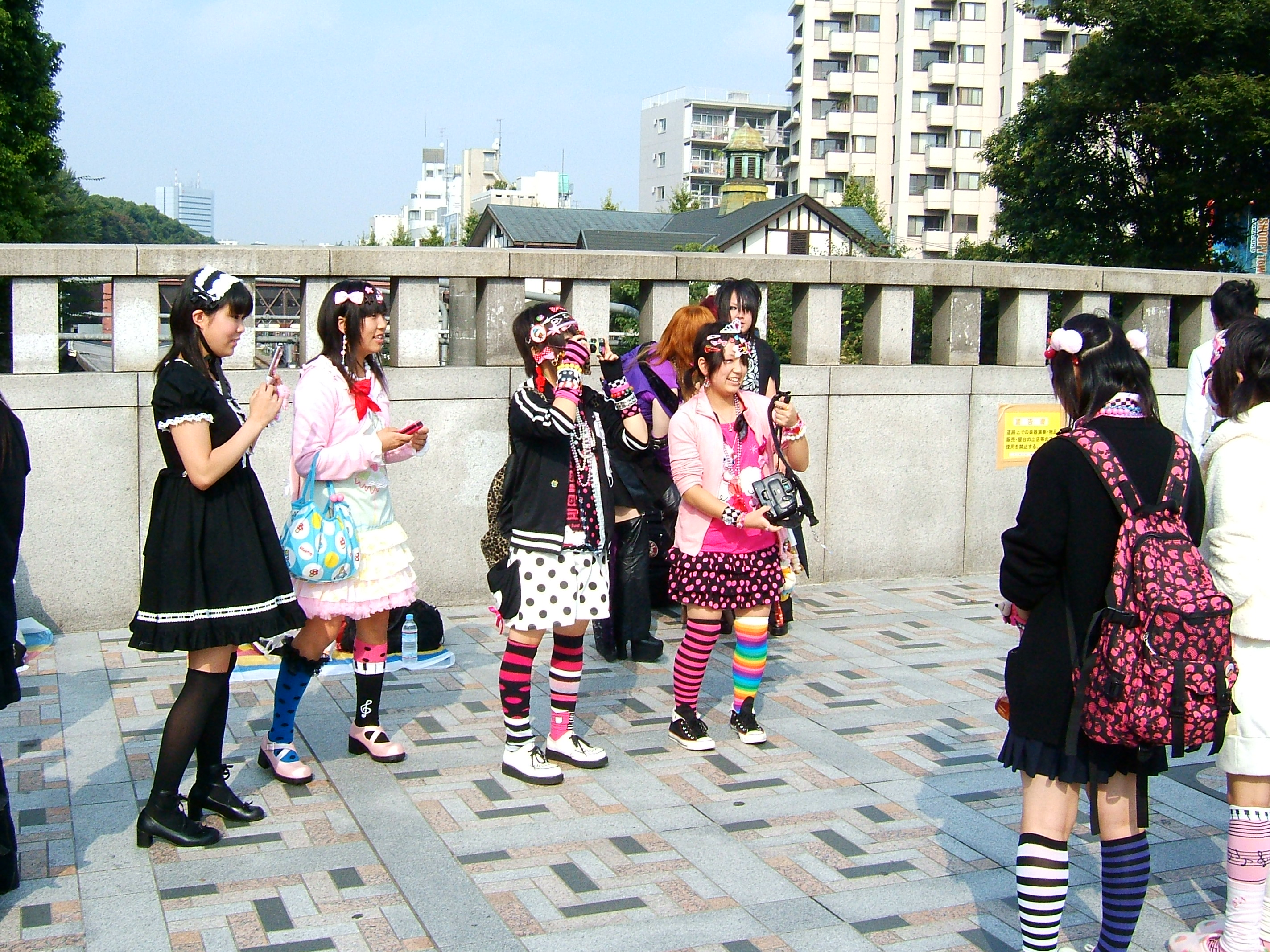
하라주쿠의 소녀들

하라주쿠(原宿)는 일본 도쿄 시부야구의 야마노테 선 하라주쿠역 주변 지역을 가리키는 이름이다. 하라주쿠는 도쿄의 시먼딩으로도 알려져 있습니다.
매주 일요일에 고딕 로리타와 비주얼 케이, 데코라, 코스프레를 포함한 다양한 스타일의 옷을 입은 젊은이들이 하라주쿠에 모여 하루를 보낸다. 많은 젊은이들이 하라주쿠와 이웃한 메이지 신궁 지역을 연결하는 보행교인 진구 교에서 모인다.
하라주쿠는 독특한 거리 패션으로 유명한 세계 패션의 중심지이다. 하라주쿠의 거리 스타일은 Kera, Tune, Gothic & Lolita Bible과 Fruits 같은 일본과 세계적인 패션잡지 출판사들에 의해 완성된다. 많은 훌륭한 디자이너와 패션 아이디어들이 하라주쿠에서 나온다.
하라주쿠는 또한 루이비통과 같은 럭셔리 해외 브랜드와 하라주쿠의 고유 브랜드, 젊은이들을 겨냥한 상점들이 있는 커다란 쇼핑 지구가 있다.

## 위치

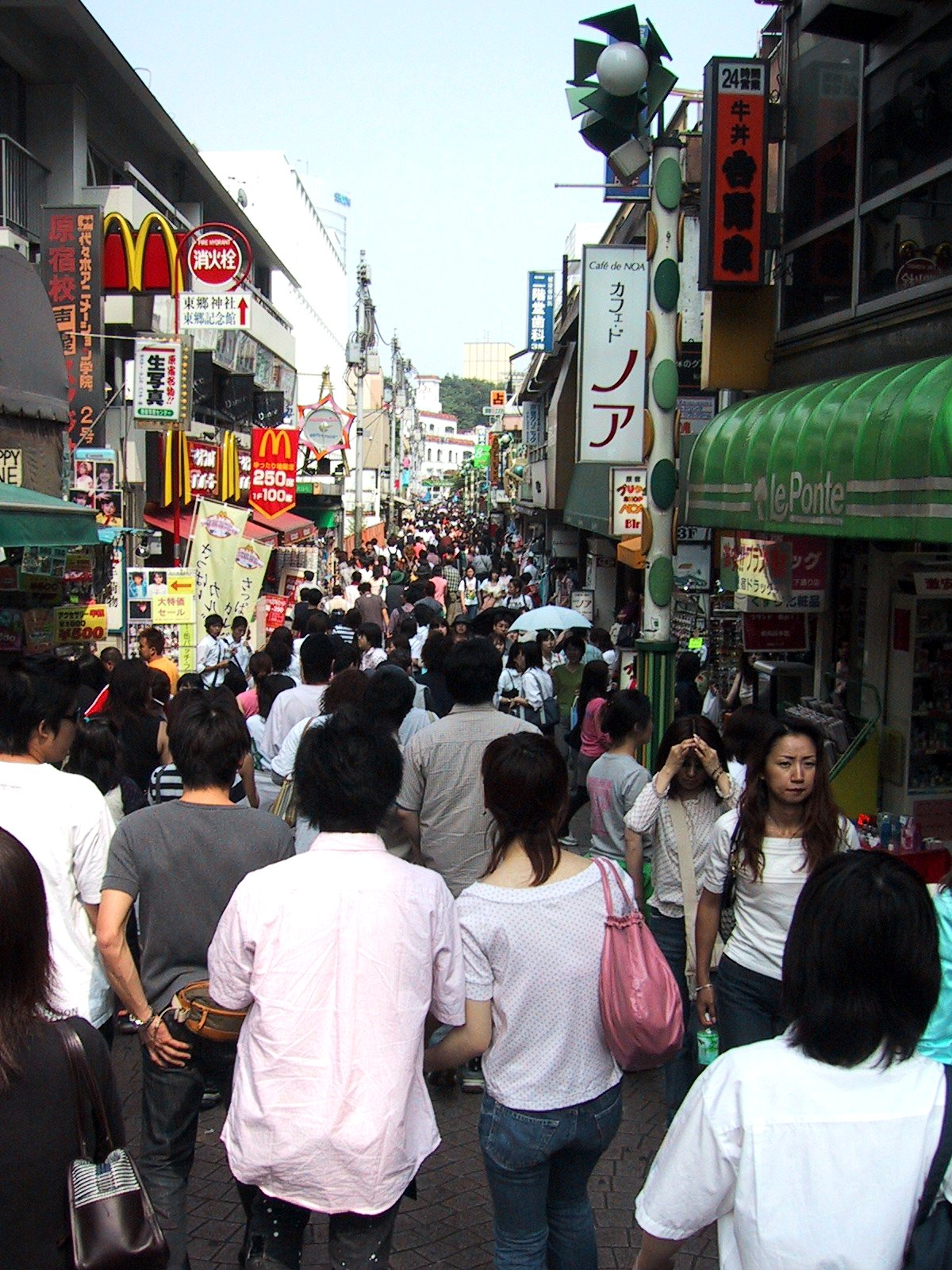
다케시타 거리

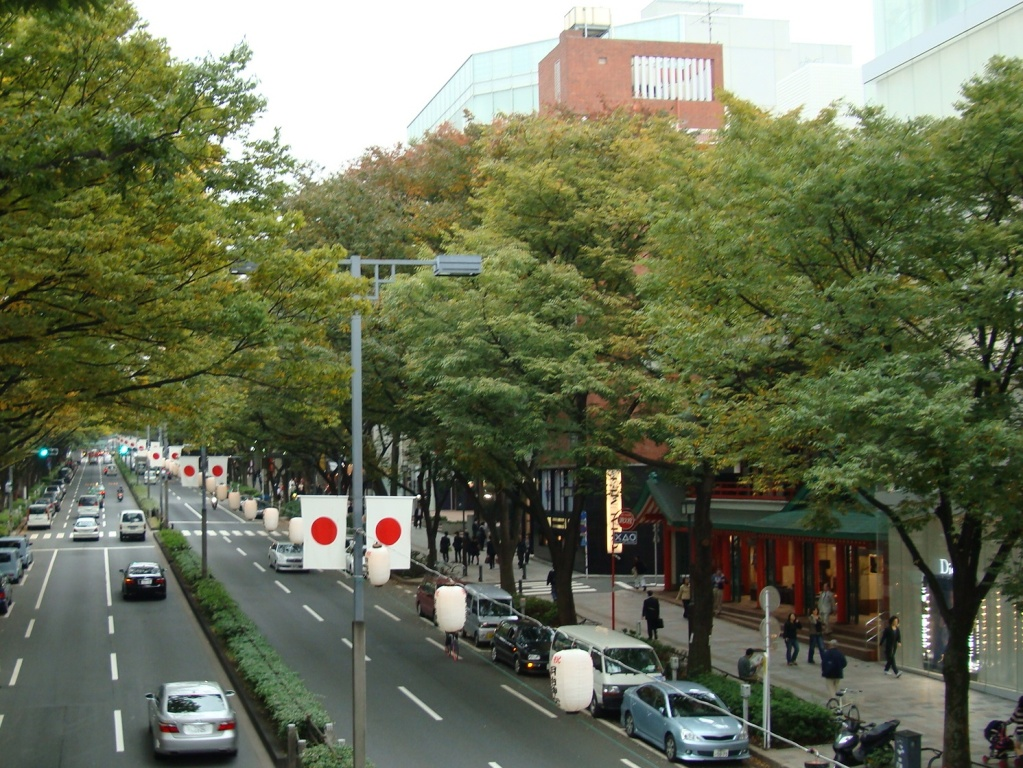
오모테산도

하라주쿠는 신주쿠와 시부야 사이에 있다. 지역 랜드마크로는 NHK 본사와 메이지 신궁, 요요기 공원이 있다.
이 지역에는 두 개의 주요 쇼핑가인 오모테산도와 다케시타 거리가 있다. 후자는 젊은이들을 겨냥해 고딕 로리타, 비주얼 케이, 로커빌리, 힙합, 펑크 (punk) 의상들과 패스트 푸드 등을 판매하는 많은 작은 상점들이 있다.
오모테산도는 루이비통, 샤넬, 프라다와 같은 고가 패션 상점들의 입점으로 부상하고 있는 곳이다. 거리는 때때로 "도쿄의 샹젤리제"로 불린다. 2004년까지 거리의 한쪽 면은 1923년 관동 대지진 이후 1927년에 세워진 도준카이아오야마 아파트, 바우하우스식 아파트가 차지하고 있었다. 2006년에 건물은 논란 속에 모리 건설에 의해 철거되었고 안도 타다오에 의해 설계된 쇼핑몰 오모테산도 힐스로 대체되었다. "우라-하라"로 알려진 하라주쿠의 뒷골목은 젊은이들을 위한 일본 패션의 중심지로 BAPE, 언더커버와 같은 브랜드의 상점들이 있다.

## 역사
현재의 하라주쿠의 기원은 2차 대전 말로 거슬러 올라간다. 미국 군인들과 그 가족들은 하라주쿠로 불리던 지역에 정착하기 시작했다. 이 지역은 호기심많은 젊은이들이 다른 문화를 경험하기 위해서 몰려드는 곳이 되었다.
1958년에 중앙 아파트가 건설되었고 패션 디자이너, 모델, 사진가들이 재빨리 차지하였다. 1964년 도쿄 올림픽 때 하라주쿠 지역은 더욱 개발되었다.
올림픽 이후에 종종 "하라주쿠족"으로 불리는 젊은이들이 이 지역에 나타나기 시작했고 기존의 문화와는 다른 독특한 문화와 스타일을 개발하기 시작했다. 이 독특한 문화가 하라주쿠의 문화로 성장하면서 젊은이들이 모여드는 장소가 되었고 패션의 메카가 되었다.